# خوان باریناگا (بازیکن فوتبال، زاده ژوئن ۲۰۰۰)
خوان باریناگا (انگلیسی: Juan Barinaga؛ زادهٔ ۱۳ ژوئن ۲۰۰۰) بازیکن فوتبال اهل آرژانتین است.